# 군산 조촌 아르티엠 2차
군산 조촌 아르티엠 2차는 전라북도특별자치도 군산시 조촌동 770, 770-1 일원에 조성되는 주상복합 아파트이다. 2024년 6월 착공해 입주 시기는 2027년 5월이다. 
시행사는 (주)세영주택건설, 시공사는 세영건설(주)이며 보증은 주택도시보증공사이다. 
전체 대지 면적은 4,035㎡(약 1,220평), 건축 면적은 3,503㎡(1,059평)이다. 주상복합이기 때문에 건폐율은 86.82%로 높은 편이고, 용적률은 573.96%이다.  
101동, 102동 두 개 동으로 구성되어 있으며 101동은 최고 21층까지, 102동은 최고 32층이다. 
총 세대수는 175세대로 주차대수는 254세대로 세대당 1.4대 1이다. 
커뮤니티 시설로는 1층에 수영장이 들어가고 단지 내 사우나, 단지 로비에 오픈형 도서관, 피트니스 시설이 운영된다.  
분양 일정은 2024년 6월 3일부터 사전청약 접수를 시작한다. 6월 15일 모델하우스 그랜드 오픈일로 이날부터 선착순 동호수 접수를 받는다.  
군산 아르티엠 2차 분양가는 층별로 다르며 세대 별 테라스 유무에 따라 차이가 있다. 
군산 조촌 아르티엠 2차 모델하우스 홈페이지는 www.군산아르티엠.com 보관됨 2024-06-01 - 웨이백 머신이다. 대표번호는 1555-5849이다.